# Chilostigma sieboldi
Chilostigma sieboldi är en nattsländeart som beskrevs av Mclachlan 1876. Chilostigma sieboldi ingår i släktet Chilostigma och familjen husmasknattsländor. Arten är reproducerande i Sverige. Inga underarter finns listade i Catalogue of Life.